# Monte Rognoso
Il Monte Rognoso è una montagna delle Alpi Graie alta 1.952 m che fa parte del massiccio del Civrari.
Si trova tra la Valle di Susa e la Valle di Viù, ed interessa i comuni di Rubiana e Viù. 

## Descrizione

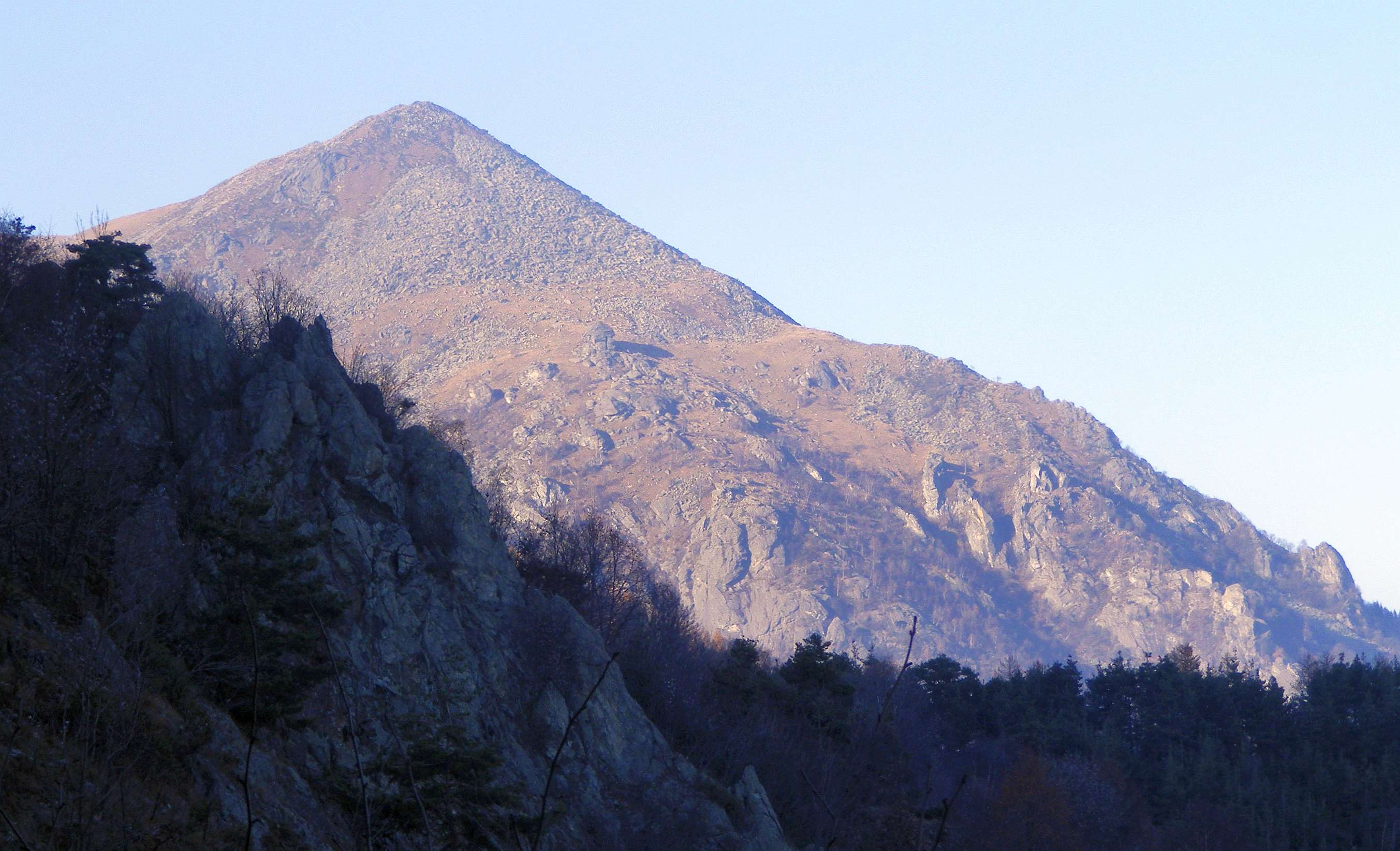
Il versante meridionale visto dal Roccasella

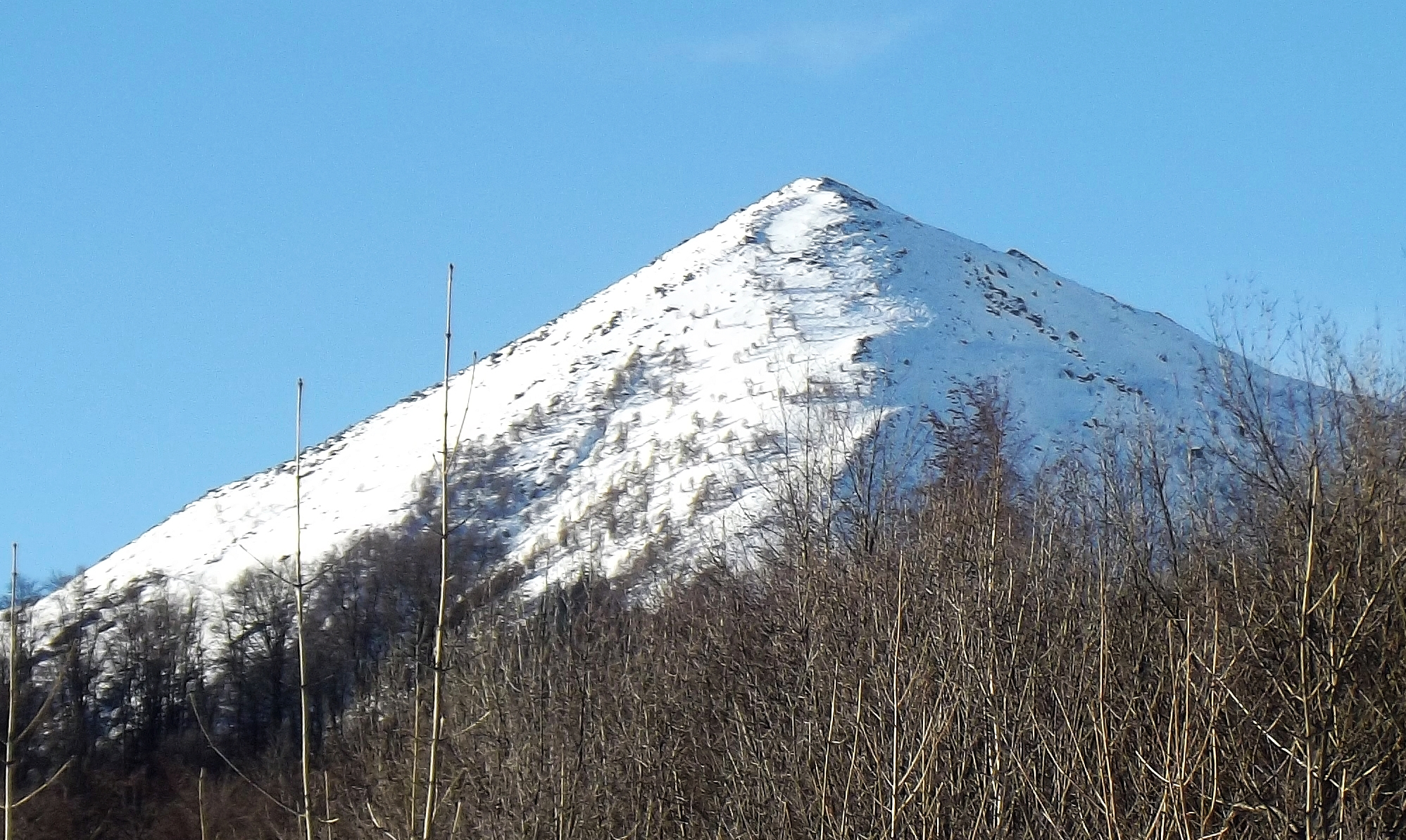
Il versante settentrionale visto da Col San Giovanni

La montagna appartiene alla cresta spartiacque che divide il bacino della Dora Riparia da quello della Stura di Lanzo.
Si presenta come un cono quasi perfetto, ed è separata dalla vicina Punta della Croce da una depressione nota come Colle del Rognoso a quota 1.865 m.
La punta si trova al confine tra la Comunità Montana Valle Susa e Val Sangone e la Comunità Montana Valli di Lanzo.
Sulle sue pendici si svolse tra l'1 e il 2 luglio 1944 la battaglia tra i partigiani della 17ª Brigata Garibaldi e le truppe nazifasciste terminata con l'eccidio di 26 giovani partigiani. 

## Alpinismo e sci
Il Monte Rognoso è di interesse escursionistico o sci-alpinistico; non esistono veri e propri sentieri che lo raggiungono, e la via di accesso più agevole è la cresta di massi accatastati che scende verso Est sul Colle della Frai.